# Supralibros

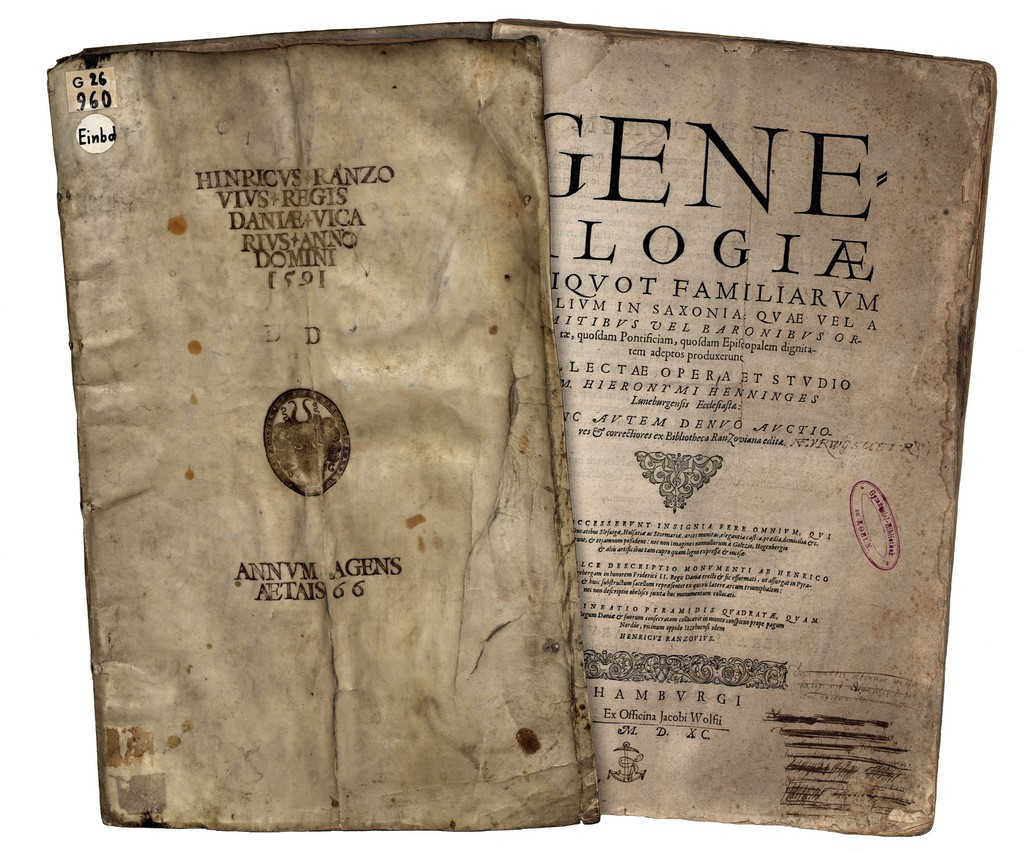
Supralibros Heinrich Rantzaus (1591) auf dem Einband von Hieronymus Henninges: Genealogiae aliquot famliarum nobilium Saxoniae, Hamburg 1590

Supralibros (von lateinisch supra „auf“ und libros „Büchern“, Sg. und Pl.), auch Superexlibris, nennt man das Wappen oder Monogramm, mit dem der Besitz eines Buchs gekennzeichnet wurde. Im Gegensatz zum Exlibris, das sich im Innern des Buches befindet, ist ein Supralibros außen auf dem Bucheinband angebracht.
Supralibros wurden, meist ergänzt um den Namen des Besitzers, durch Blindpressung auf dem Buchdeckel oder zuweilen auch auf dem Buchrücken angebracht. Wie Exlibris sind sie Ausdruck des Besitzanspruches und des Besitzerstolzes und dienten neben dem Eigentumsvermerk auch der Verzierung. Sie entstanden in der Zeit der Renaissance mit dem Aufkommen großer Privatbibliotheken.
Supralibros sind ein wichtiges Hilfsmittel der Einbandforschung. Bücher, die ein solches aufweisen, werden zudem in der Regel auch als Provenienzexemplare angesehen, als die man Bücher bezeichnet, die aus einer berühmten privaten Bibliothek stammen.
Siehe auch: Buchgeschichte